# Lalla Fatima bint Suleiman
Lalla Fatima bint Suleiman, död efter 1790, var hustru till sultan Mohammed ben Abdallah (regent 1757–1790) och mor till sultan Hisham bin Mohammed (regent 1792-1797). 
Hon var född i den marockanska kungafamiljen och gifte sig med sultan Mohammed, som var hennes kusin. Genom sin status som medlem av kungafamiljen genom födsel stod hon nära sin make, som ska ha låtit henne i praktiken sköta regeringen när han var frånvarande från huvudstaden. 
Hon upprätthöll en diplomatisk korrespondens, och ska ha frigett ett antal europeiska slavar i Marocko på begäran av en spansk prinsessa.